# Міністр держави (Греція)
Міністр держави виступає помічником прем'єр-міністра Греції в усіх питаннях, зокрема пов'язаних із корпоративним функціонуванням уряду держави. Він відповідає за здійснення взаємодії прем'єр-міністра, уряду та Грецького парламенту, а також виконання усіх завдань, поставлених перед ним прем'єр-міністром.

## Список міністрів
| Ім'я                 | Початок повноважень | Кінець повноважень | Партія          |
| -------------------- | ------------------- | ------------------ | --------------- |
| Харіс Памбукіс       | 7 жовтня 2009       | 17 червня 2011     | ПАСОК           |
| Іліас Мосіалос       | 17 червня 2011      | 11 листопада 2011  | ПАСОК           |
| Георгіос Ставропулос | 11 листопада 2011   | 2 грудня 2011      | безпартійний    |
| Пантеліс Капсіс      | 2 грудня 2011       | 17 травня 2012     | безпартійний    |
| Антоніс Аргірос      | 17 травня 2012      | 21 червня 2012     | безпартійний    |
| Дімітріс Стаматіс    | 21 червня 2012      | чинний             | Нова Демократія |